# Cuộc tản bộ vĩ đại
Cuộc tản bộ vĩ đại (tiếng Pháp: La Grande Vadrouille) là bộ phim hài của điện ảnh Pháp (hợp tác với Anh), do Marcel Jullian viết kịch bản và Gérard Oury đạo diễn, có sự tham gia của Terry-Thomas, Bourvil, Louis de Funès, Claudio Brook. Phim công chiếu năm 1966. Đến trước phim Chào mừng bạn đến Sticks, nó là bộ phim thành công nhất tại Pháp, đứng đầu các phòng vé với hơn 17.200.000 lượt khán giả. Vào thời điểm đó, phim vẫn còn trước tất cả các bộ phim Pháp khác (34% người Pháp đã đi xem bộ phim này, so với 31% Chào mừng bạn đến Sticks). Nó cũng xếp thứ ba trong số các phim thành công nhất từ trước tới nay công chiếu ở Pháp, của bất cứ quốc gia nào, sau phiên bản Titanic năm 1997 và Chào mừng bạn đến Sticks, cả hai đều trên 20.000.000 lượt khán giả.
Phim lấy Thế chiến II làm bối cảnh. Phim giành giải thưởng cho phim nước ngoài hay nhất tại Liên hoan phim Taormina 1966.

## Nội dung
Đây là bộ phim hài về cuộc chiến tranh tại Pháp dựng trong bối cảnh chiến tranh thế giới thứ 2. Bộ phim kể về một đội đánh bom bị bắn tại Paris khi Nazi chiếm đóng. Họ được một số người Pháp tốt bụng giúp rời khỏi thành phố. Họ hẹn nhau tại nơi tắm hơi và sau đó bắt đầu màn trốn thoát cuối cùng. Một người Đức mắt lác đã tình cờ giúp đỡ họ.

## Diễn viên
- André Bourvil as Augustin Bouvet
- Louis de Funès as Stanislas Lefort
- Terry-Thomas as Sir Reginald ("Big Moustache")
- Claudio Brook as Peter Cunningham
- Mike Marshall as Alan MacIntosh
- Marie Dubois as Juliette
- Pierre Bertin as Juliette's grandfather
- Andrea Parisy as Sister Marie-Odile
- Mary Marquet as The Upper Sister
- Benno Sterzenbach as Major Aschbach
- Paul Préboist as The fisherman